# Chenopodium amboanum
Chenopodium amboanum är en amarantväxtart som först beskrevs av Josef Murr, och fick sitt nu gällande namn av Paul Aellen. Chenopodium amboanum ingår i släktet ogräsmållor, och familjen amarantväxter. Inga underarter finns listade i Catalogue of Life.